# Bartolomeu Colleoni
Bartolomeu Colleoni (Solza, 1400 – Malpaga, 2 de novembro de 1475) foi um condottiero vêneto do século XV.

## Nascimento

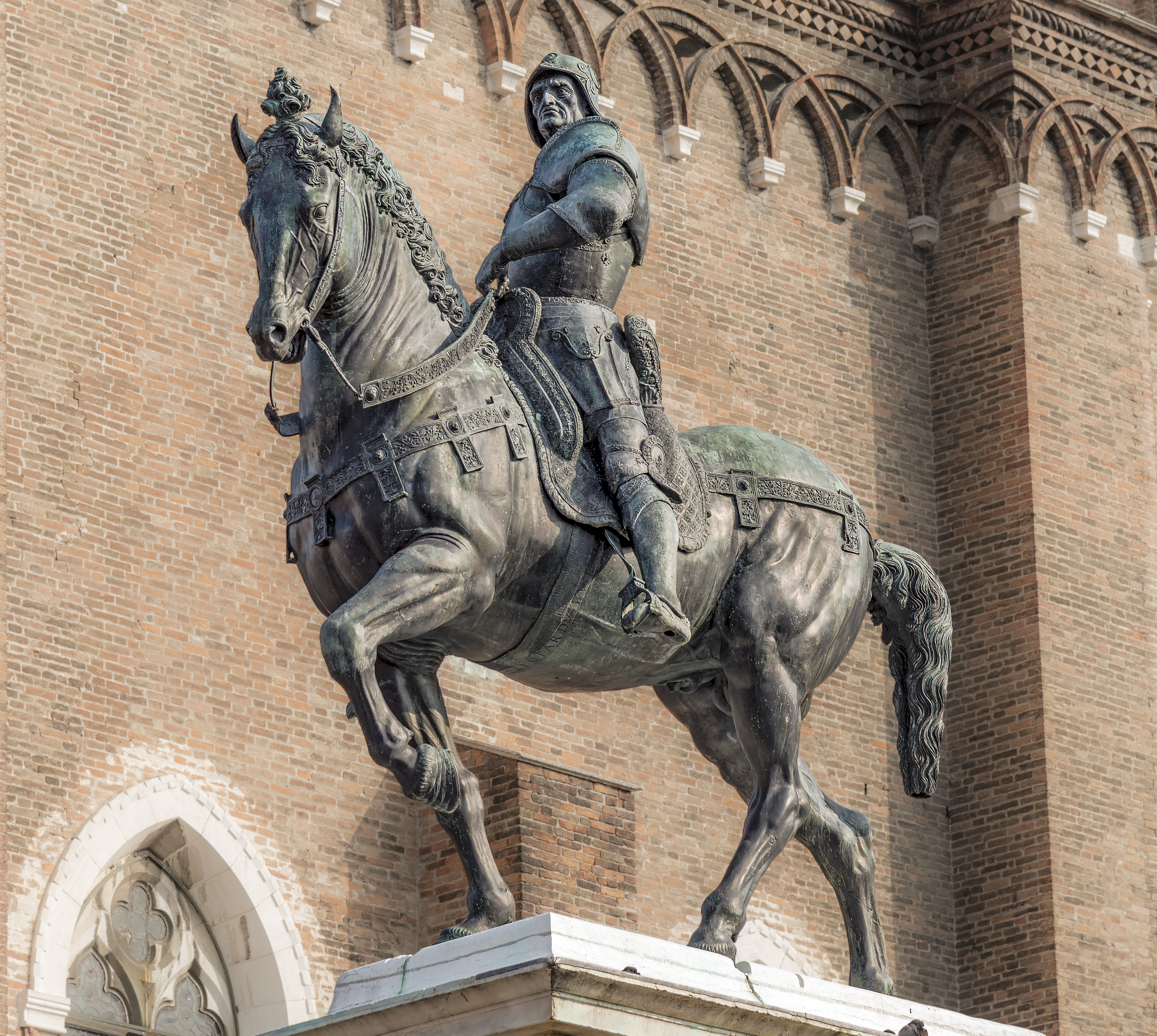
Monumento equestre a Bartolomeo Colleoni, de Andrea del Verocchio, localizado em Campo Santi Giovanni e Paolo, Veneza.

Bartolomeo Colleoni nasceu em Solza, uma cidadezinha da margem bergamasca do rio Adda. A data exata de seu nascimento não é certa, mas uma placa de bronze colocada em sua sepultura em 21 de novembro de 1969 indica, juntamente com a data de sua morte, a idade de 80 anos, de onde se pode inferir que Bartolomeo Colleoni tenha nascido no ano de 1395. Contrariando essa informação, existe a biografia tida como oficial, uma vez que foi o próprio Colleoni que sugeriu que seu contemporâneo Antonio Cornazzano a escrevesse.
Cornazzano indicava como data de nascimento o ano de 1400 em contradição com a referida placa de bronze. Se poderia pensar que Colleoni quisesse parecer mais jovem, mas o ano de 1400 era considerado, erroneamente, como um ano de jubileu e, consequentemente, importante para a cristandade a ponto de permanecer impresso na consciência dos fiéis e, no mesmo ano, o movimento dos Bianchi assume uma grande reputação.
Não impressiona o fato de que Colleoni tenha escolhido como data de nascimento um ano conhecido por todos, quase com uma fé milenar, como o início de uma transformação renovatória. O ano de 1400 era considerado um ano excepcional, repleto de valores simbólicos que se acrescentava à biografia heroica de um grande condottiero.
Não faltam, por outro lado, testemunhos contemporâneos que, indiretamente, mencionam seu nascimento antes de 1400.

## A família
De origem lombarda, filho de Paolo e Ricadonna Saiguini de' Valvassori de Medolago, pertencia à nobreza da cidade, como mostra o seu brasão de armas, que é do tipo falante, isto é, que representa graficamente seu sobrenome. Tem-se notícias da sua família desde a segunda metade do século XI, com Gisalbertus Attonis, filho de Attone, pertencente àquela que seria a gens nova que começava a se impor sobre a sociedade feudal em declínio.
Eram juízes e notários, de indubitável fé gibelina por quase todo o século XIII, mas, posteriormente, suas inclinações políticas se tornaram incertas, pois apoiavam uma ou outra parte conforme as próprias conveniências do momento.
Esse Gisalbertus, que pode ser considerado o progenitor da família Colleoni, vem chamado, pela primeira vez, com o nome da família Colione. Ele surge já bem inserido em uma Bérgamo, que como todas as comunidades da época, participava, entre os séculos XI e XII, do movimento sócio-político que viu prevalecer a cidade sobre o feudo, a prevalência da nova sociedade, a burguesia, sobre a sociedade feudal.

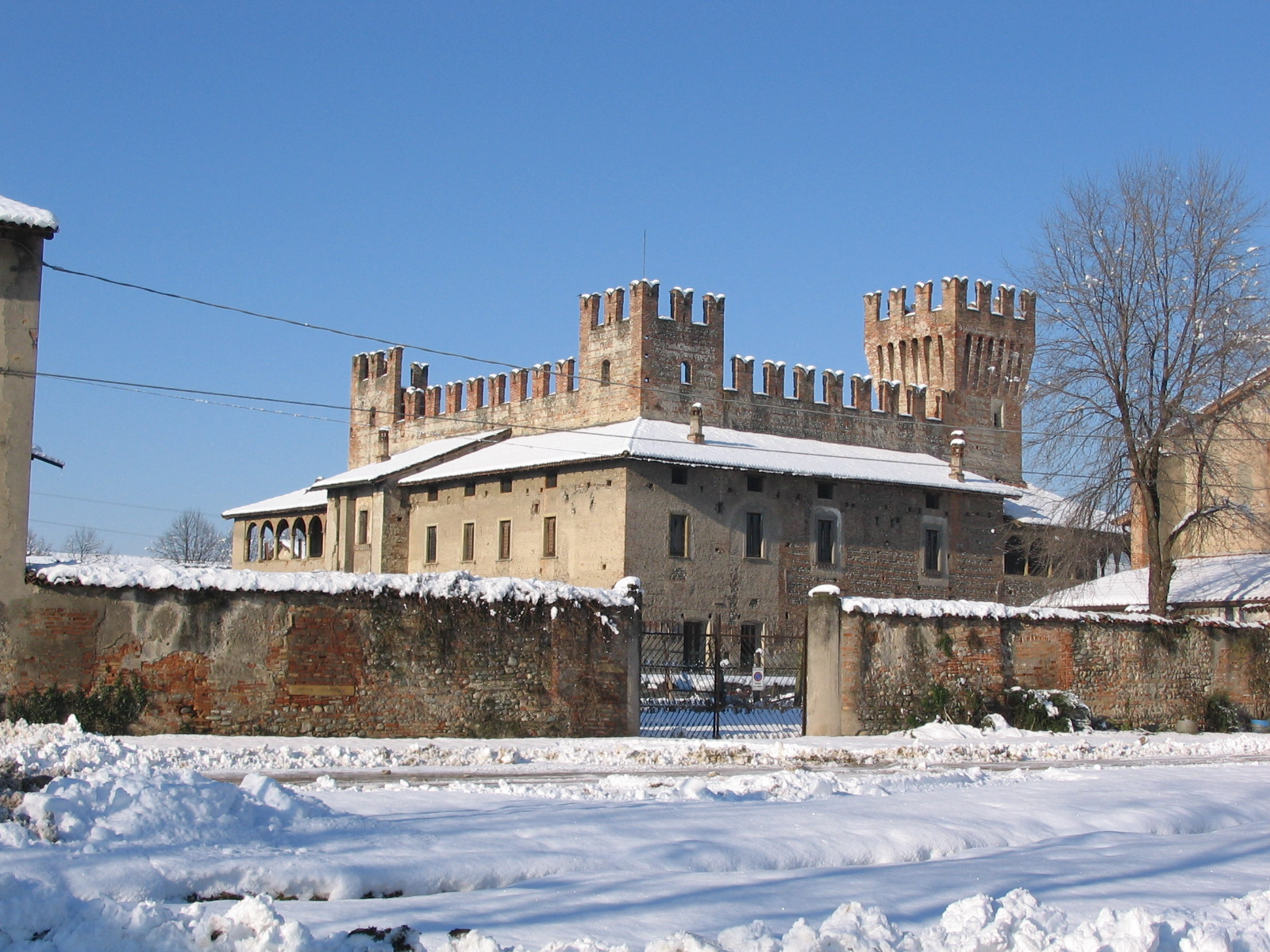
Castelo de Malpaga
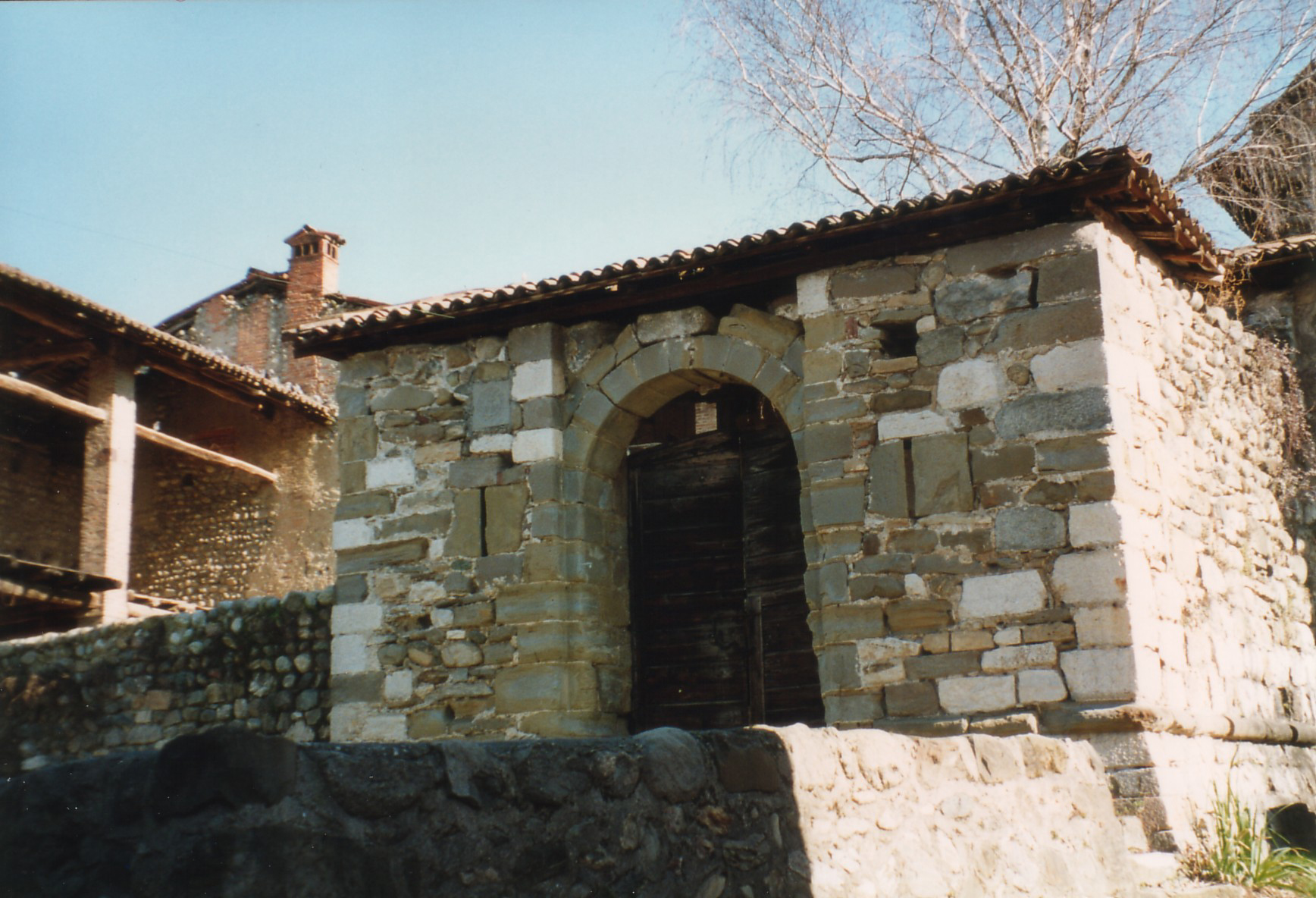
Ruínas do castelo Colleoni em Solza
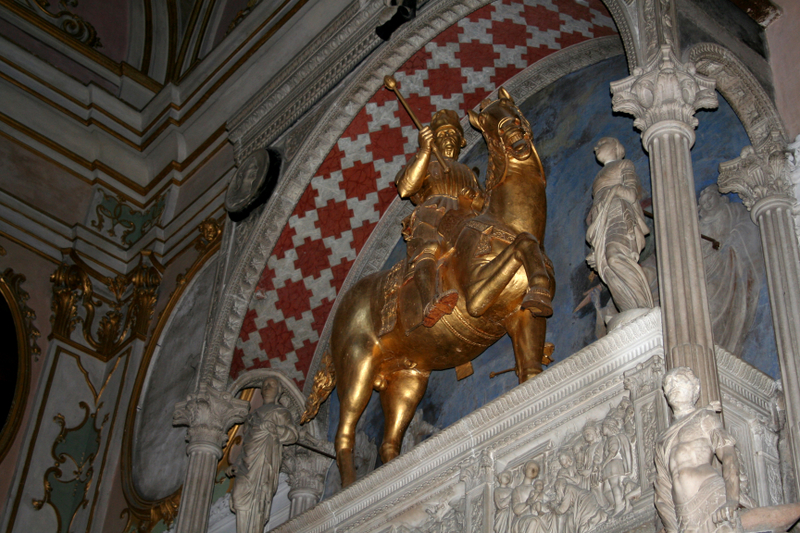
Estátua equestre de Bartolomeo Colleoni esculpida em madeira dourada, localizada na Cappella Colleoni